# Course sur route individuelle masculine de cyclisme sur route aux Jeux olympiques d'été de 1928
Navigation
Paris 1924 Los Angeles 1932
La course sur route individuelle masculine, épreuve de cyclisme des Jeux olympiques d'été de 1928, a lieu le 7 août 1928 à Amsterdam aux Pays-Bas. La course s'est déroulée sur 168 km sous forme de contre-la-montre.
Pour les pays comptant au moins quatre participants, les temps de leurs quatre meilleurs coureurs lors de cette course sont additionnés afin de réaliser le classement de la course par équipes.

## Résultats
| Rang                                | Cycliste            | Pays            | Temps           |
| ----------------------------------- | ------------------- | --------------- | --------------- |
| Médaille d'or, Jeux olympiques      | Henry Hansen        | Danemark        | 4 h 47 min 18 s |
| Médaille d'argent, Jeux olympiques  | Frank Southall      | Grande-Bretagne | 4 h 55 min 6 s  |
| Médaille de bronze, Jeux olympiques | Gösta Carlsson      | Suède           | 5 h17 s         |
| 4                                   | Allegro Grandi      | Italie          | 5 h 2 min 5 s   |
| 5                                   | Jack Lauterwasser   | Grande-Bretagne | 5 h 2 min 57 s  |
| 6                                   | Gottlieb Amstein    | Suisse          | 5 h 4 min 48 s  |
| 7                                   | Leo Nielsen         | Danemark        | 5 h 5 min 37 s  |
| 8                                   | André Aumerle       | France          | 5 h 7 min 12 s  |
| 9                                   | Jakob Caironi       | Suisse          | 5 h 8 min 46 s  |
| 10                                  | Raul Hellberg       | Finlande        | 5 h 9 min 14 s  |
| 11                                  | Jean Aerts          | Belgique        | 5 h 10 min 38 s |
| 12                                  | Pierre Houdé        | Belgique        | 5 h 11 min 18 s |
| 13                                  | Jef Lowagie         | Belgique        | 5 h 11 min 54 s |
| 14                                  | Erik Jansson        | Suède           | 5 h 13 min 17 s |
| 15                                  | Cosme Saavedra      | Argentine       | 5 h 13 min 19 s |
| 16                                  | Michele Orecchia    | Italie          | 5 h 13 min 29 s |
| 17                                  | Leen Buis           | Pays-Bas        | 5 h 14 min 15 s |
| 17                                  | Georg Johnsson      | Suède           | 5 h 14 min 15 s |
| 19                                  | Fred Short          | Afrique du Sud  | 5 h 14 min 38 s |
| 20                                  | Francisco Bonvehi   | Argentine       | 5 h 14 min 39 s |
| 21                                  | José López          | Argentine       | 5 h 14 min 57 s |
| 22                                  | Louis Bessière      | France          | 5 h 15 min 14 s |
| 23                                  | Octave Dayen        | France          | 5 h 15 min 54 s |
| 24                                  | Jean Chaerels       | Belgique        | 5 h 16 min 5 s  |
| 25                                  | Orla Jørgensen      | Danemark        | 5 h 16 min 19 s |
| 26                                  | John Middleton      | Grande-Bretagne | 5 h 16 min 46 s |
| 27                                  | Janus Braspennincx  | Pays-Bas        | 5 h 17 min 7 s  |
| 28                                  | Poul Sørensen       | Danemark        | 5 h 17 min 33 s |
| 29                                  | Ambrogio Beretta    | Italie          | 5 h 17 min 38 s |
| 30                                  | Marcello Neri       | Italie          | 5 h 21 min 12 s |
| 31                                  | Joe Laporte         | Canada          | 5 h 21 min 30 s |
| 32                                  | Hjalmar Pettersson  | Suède           | 5 h 21 min 46 s |
| 33                                  | Gottlieb Wanzenried | Suisse          | 5 h 21 min 47 s |
| 34                                  | Jean-Pierre Muller  | Luxembourg      | 5 h 22 min 30 s |
| 35                                  | Gustav Kristiansen  | Norvège         | 5 h 23 min 14 s |
| 36                                  | Ben Duijker         | Pays-Bas        | 5 h 23 min 22 s |
| 37                                  | Josip Šolar         | Yougoslavie     | 5 h 25 min 37 s |
| 38                                  | Charles Marshall    | Grande-Bretagne | 5 h 26 min 39 s |
| 39                                  | Antonín Honig       | Tchécoslovaquie | 5 h 27 min 45 s |
| 40                                  | Norbert Sinner      | Luxembourg      | 5 h 27 min 54 s |
| 41                                  | Luis de Meyer       | Argentine       | 5 h 28 min 48 s |
| 42                                  | Jean Alfonsetti     | Luxembourg      | 5 h 30 min 31 s |
| 43                                  | Karl Hansen         | Norvège         | 5 h 30 min 33 s |
| 44                                  | John Woodcock       | Irlande         | 5 h 32 min 54 s |
| 45                                  | Karl Koch           | Allemagne       | 5 h 33 min 32 s |
| 46                                  | Antonín Perič       | Tchécoslovaquie | 5 h 34 min 30 s |
| 46                                  | Josef Šídlo         | Tchécoslovaquie | 5 h 34 min 30 s |
| 48                                  | Stjepan Ljubić      | Yougoslavie     | 5 h 37 min 2 s  |
| 49                                  | Eugeniusz Michalak  | Pologne         | 5 h 37 min 2 s  |
| 50                                  | Tarhumas Murnikas   | Lituanie        | 5 h 41 min 0 s  |
| 51                                  | Chester Nelsen      | États-Unis      | 5 h 42 min 57 s |
| 52                                  | René Brossy         | France          | 5 h 46 min 6 s  |
| 53                                  | Josip Škrabl        | Yougoslavie     | 5 h 46 min 14 s |
| 54                                  | Józef Stefański     | Pologne         | 5 h 47 min 15 s |
| 55                                  | Jurgis Gedminas     | Lituanie        | 5 h 50 min 4 s  |
| 56                                  | Alfred Tourville    | Canada          | 5 h 51 min 5 s  |
| 57                                  | Stanisław Kłosowicz | Pologne         | 5 h 51 min 31 s |
| 58                                  | Henry O'Brien       | États-Unis      | 5 h 53 min 23 s |
| 59                                  | Ladislav Brůžek     | Tchécoslovaquie | 5 h 54 min 7 s  |
| 60                                  | Antun Banek         | Yougoslavie     | 5 h 55 min 27 s |
| 61                                  | Józef Popowski      | Pologne         | 5 h 55 min 39 s |
| 62                                  | Peter Smessaert     | États-Unis      | 5 h 56 min 32 s |
| 63                                  | William Peden       | Canada          | 6 h 9 min 26 s  |

Abandons :
| Cycliste           | Pays       |
| ------------------ | ---------- |
| Ragnvald Martinsen | Norvège    |
| Reidar Raaen       | Norvège    |
| Anton Kuys         | Pays-Bas   |
| Vladas Jankauskas  | Lituanie   |
| Isakas Anolikas    | Lituanie   |
| Lew Elder          | Canada     |
| Arthur Essing      | Allemagne  |
| Bernhard Stübecke  | Allemagne  |
| Charles Westerholm | États-Unis |
| Paul Litschi       | Suisse     |
| Marcel Pesch       | Luxembourg |
| Otto Kürschner     | Allemagne  |